# Busy (Olly Murs)
Busy è il quarto singolo estratto dall'album in studio omonimo del cantautore inglese Olly Murs. Il brano è stato scritto da Murs, Adam Argyle, Martin Brammer, pubblicato il 27 maggio 2011.
La canzone è stata il primo singolo di Murs a non raggiungere la Top 40 delle classifiche nel Regno Unito.

## Antefatti
La canzone è stata co-scritta da Murs, insieme ad Adam Argyle e Martin Brammer, per l'album di debutto, Olly Murs. il brano è stato eseguito al Big Weekend di Radio 1 a Carlisle il 15 maggio 2011, nel programma Paul O'Grady Live il 27 maggio e al This Morning il 2 giugno dello stesso anno.

## Critica
David Griffiths di 4Music ha descritto Busy come  "un'altra fetta di pop leggero e di piacevole sensazione".

## Video musicale
Il video musicale di Busy è stato caricato sull'account YouTube di Murs il 6 aprile 2011 ed è stato diretto da Corin Hardy, trae ispirazione dal film indipendente Lars e una ragazza tutta sua e da altri film indipendenti americani. Hardy voleva un video "dolce e colorato" per accompagnare la canzone "orecchiabile" e "piegare le regole" del solito video pop.  Murs interpreta un personaggio eccentrico vestito con abiti degli anni 70, crea una ragazza a grandezza naturale in cartapesta rafigurante la sua "ragazza perfetta" chiamata Rose, poi passa del tempo con lei, come leggere libri, suonare una chitarra e andare a fare un giro e alla fine si innamora di lei.  Alla fine del video, Rose diventa una persona reale. La fidanzata di Murs è interpretata da la studentessa e attrice brasiliana Patricia Duarte.  David Renshaw di PopDash ha definito il video "un po 'inquietante ma divertente".

## Tracce
1. Busy – 2:59
2. Take A Lot – 3:00
3. Please Don't Let Me Go (Acustica) – 3:21
4. Busy (Video) – 2:58

## Classifica
| Classifica                               | Posizione |
| ---------------------------------------- | --------- |
| UK Singles (The Official Charts Company) | 45        |